# Янково (Мазовецьке воєводство)
Янково (пол. Jankowo) — село в Польщі, у гміні Червонка Маковського повіту Мазовецького воєводства.
Населення — 291 особа (2011).
У 1975-1998 роках село належало до Остроленцького воєводства.

## Демографія
Демографічна структура станом на 31 березня 2011 року:
|          | Загалом | Допрацездатний вік | Працездатний вік | Постпрацездатний вік |
| -------- | ------- | ------------------ | ---------------- | -------------------- |
| Чоловіки | 149     | 38                 | 98               | 13                   |
| Жінки    | 142     | 34                 | 84               | 24                   |
| Разом    | 291     | 72                 | 182              | 37                   |